# Religia w Tunezji

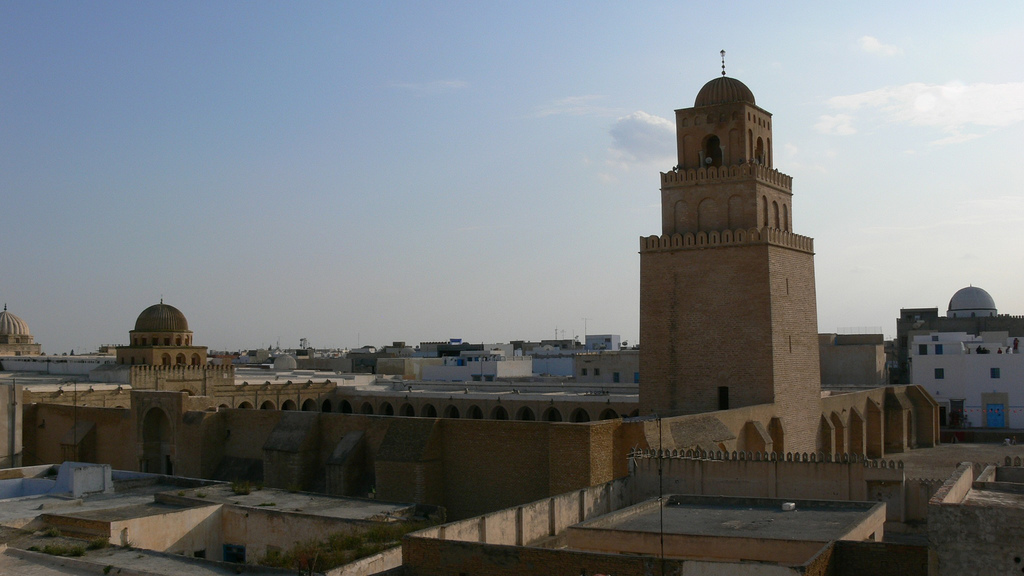
Meczet w Kairuan, Tunezja

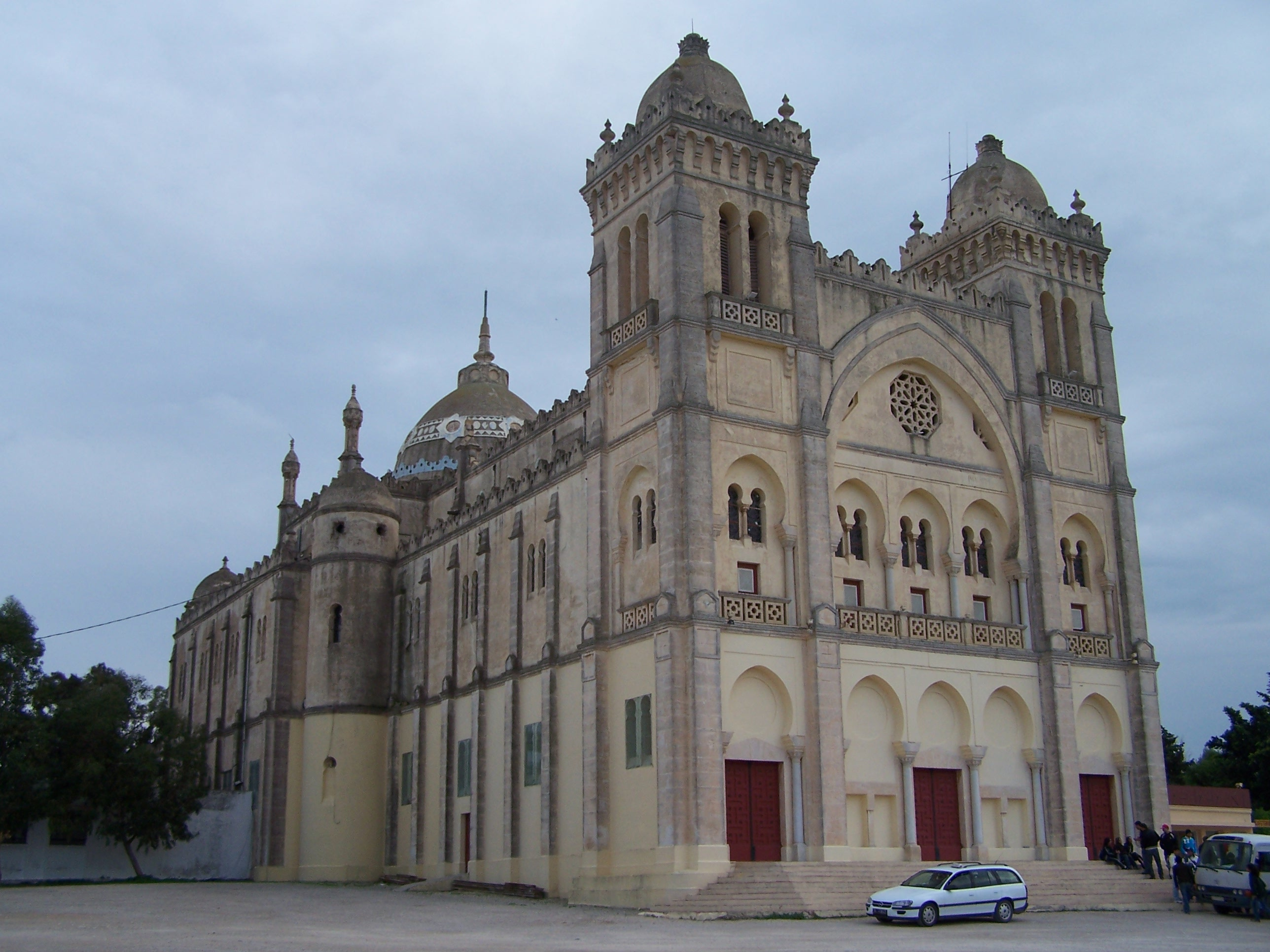
Katedra Ludwika IX Świętego w Tunisie

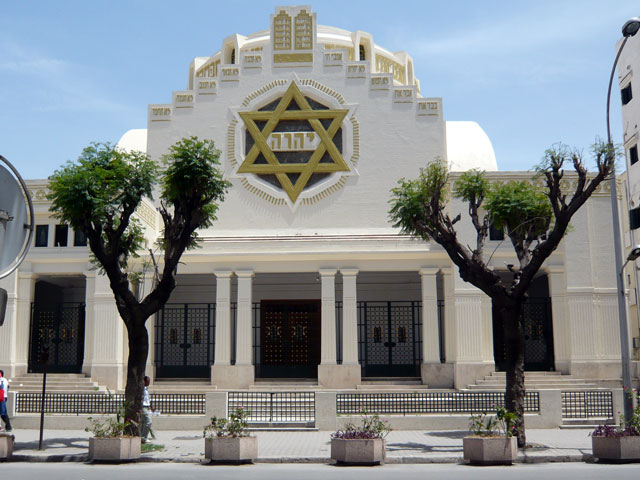
Wielka Synagoga w Tunisie

Religia w Tunezji – islam jest dominującą religią Tunezyjczyków i prawie wszyscy są muzułmanami sunnickimi. Nieliczni są wyznawcami sufizmu, mistycznego odłamu islamu. Chrześcijańskie wspólnoty składają się z około 20 000 osób, są to głównie wyznawcy z Kościoła rzymskokatolickiego, prawosławnego, Francuskiego Kościoła Reformowanego, anglikańskiego,  a niewielka liczba to Świadkowie Jehowy. W Tunezji żyje też około 1500 żydów i około 150 bahaistów.
Członkowie wspólnot niemuzułmańskich mają na ogół możliwość swobodnej praktyki religijnej, jednak prozelityzm jest oficjalnie zabroniony przez prawo. Muzułmanom, którzy przechodzą na inną wiarę, często odmawia się prawa do głosowania, uzyskania paszportu, służenia w armii, często są społecznie dyskryminowani.

## Chrześcijanie w Tunezji
Chrześcijańskie wspólnoty składają się w dużej mierze z obcokrajowców (obywateli europejskich) i niewielkiej liczby rodzimych mieszkańców pochodzenia arabskiego. Często katolickie, protestanckie grupy religijne spotykają się w domach prywatnych lub innych miejscach. 
- Kościół rzymskokatolicki prowadzi 12 kościołów, 9 szkół, kilka bibliotek i dwie kliniki.

- Rosyjski Kościół Prawosławny ma około 100 członków i prowadzi cerkwie w Tunisie i  w Bizercie.

- Prawosławny Patriarchat Aleksandryjski ma w posiadaniu 3 cerkwie (Tunis, Sousse i Djerba).
- Kościół reformowany ma swój kościół w Tunisie do którego należy 140 obcokrajowców.

- Kościół anglikański ma swój kościół również w Tunisie i składa się z kilkuset wyznawców głównie zagranicznych.
- Kościół Adwentystów Dnia Siódmego ma ok. 50 członków.
- Świadkowie Jehowy w Tunezji to około 50 głosicieli w jednym zborze w Tunisie, z których połowa to obcokrajowcy, a ich działalność nie jest oficjalnie zalegalizowana.

## Judaizm w Tunezji
Judaizm jest w tym kraju trzecim co do wielkości wyznaniem religijnym z liczbą 1500 członków. Jedna trzecia ludności żydowskiej żyje wokół stolicy i składa się głównie z Włochów, Hiszpanów i imigrantów. Inni zamieszkują  wyspę Djerba.

## Bahaizm w Tunezji
Bahaizm ma ok. 150 wyznawców w tym kraju, którzy praktykują prywatnie, ponieważ rząd uważa ich za heretycką sektę muzułmańską.